# ロバート・エイムズ・ベネット

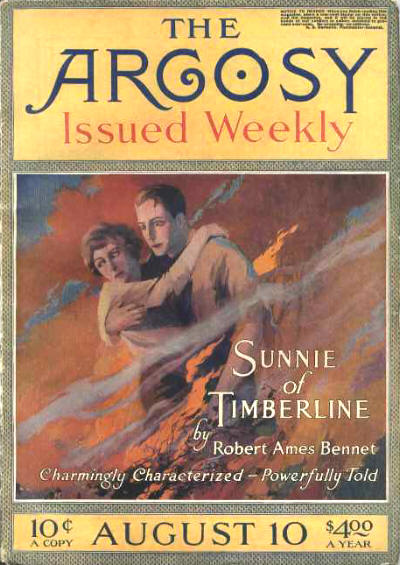
1918年の『アーゴシー』に表紙掲載されたベネットの『Sunnie of Timberline』

ロバート・エイムズ・ベネット (Robert Ames Bennet、1870年2月3日 - 1954年3月11日 )は、西部劇やサイエンス・フィクションの分野で執筆活動を行っていたアメリカ合衆国の作家である。活動初期にはLee Robinetというペンネームを使用し、短編小説やドラマの脚本などを執筆していた。彼の執筆した小説は『ファインダーズ・キーパーズ』や『Into the Primitive』、『His Temporary Wife』などで映画化がされている。1901年に執筆した『Thyra: A Romance of the Polar Pit』は、ロストワールドものと呼ばれるジャンルにおいての「古典」とされ、1950年までのSF小説名作を解説した『333: A Bibliography of the Science-Fantasy Novel』に掲載されている。

## 代表作品
- Thyra: A Romance of the Polar Pit (1901年)
- For The White Christ (1905年)
- A Volunteer With Pike (1909年)
- The Forest Maiden (1913年)
- The Bowl of Baal (1917年)
- The Blond Beast (1918年)
- The Two-Gun Man (1924年)
- Caught In The Wild (1932年)